# 克魯傑 (密西西比州)
克魯傑（英語：Cruger）是位於美國密西西比州霍爾姆斯縣的城鎮。

## 人口
根據2020年美國人口普查的數據，克魯傑的面積為2.50平方千米，皆為陸地。當地共有人口268人，而人口密度為每平方千米107人。